# San Antone Ambush
San Antone Ambush è un film del 1949 diretto da Philip Ford.
È un western statunitense con Monte Hale, Bette Daniels e Paul Hurst.

## Produzione
Il film, diretto da Philip Ford su una sceneggiatura di Norman S. Hall, fu prodotto da Melville Tucker, come produttore associato, per la Republic Pictures e girato nell'Iverson Ranch a Chatsworth, Los Angeles, California, nella seconda metà di giugno del 1949. Il brano della colonna sonora Just a Wanderin' Buckaroo, una canzone tradizionale, fu arrangiato da Stanley Wilson.

## Distribuzione
Il film fu distribuito negli Stati Uniti dal 7 ottobre 1949 al cinema dalla Republic Pictures. È stato distribuito anche in Brasile con il titolo Sede de Vingança.

## Promozione
La tagline è: THRILLS! ACTION! SUSPENSE! ADVENTURE! When A Framed Union Cavalry Officer Ana A Texas Bandit Fight Side By Side For Law and Order!.